# Pittosporum omeiense
Pittosporum omeiense là một loài thực vật có hoa trong họ Pittosporaceae. Loài này được H.T. Chang & S.Z. Yan miêu tả khoa học đầu tiên năm 1978.